# Кабо, Ольга Игоревна
О́льга И́горевна Кабо́ (род. 28 января 1968, Москва) — советская и российская актриса театра и кино, каскадёр, певица. Заслуженная артистка РФ (2002). Народная артистка Чеченской Республики (2021).

## Биография
Родилась 28 января 1968 года в Москве в семье инженеров Игоря Яковлевича (1945—2021) и Аиды Николаевны Кабо (род. 1944).
Её дед, Яков Соломонович Кабо (1906—1956), уроженец еврейской земледельческой колонии Новозлатополь (Екатеринославская губерния), был секретарём ЦК ЛКСМ Украины. В 1937 году был репрессирован и отправлен на Колыму. Там же женился, сын Игорь родился в посёлке Ягодное Магаданской области, и только после реабилитации с семьёй вернулся в Москву. Во время Великой Отечественной войны его родственники на Украине были расстреляны оккупантами. Его брат — Исаак Соломонович Кабо, командир подводной лодки Щ-309.
До пятилетнего возраста воспитывалась у бабушки на Урале. Училась в английской спецшколе, занималась музыкой, бальными танцами, художественной гимнастикой, в подростковом возрасте посещала студию космонавтики. Впоследствии, с января 1980 по декабрь 1985 года занималась в Театре юного москвича при Дворце пионеров на Ленинских горах, где сыграла несколько главных ролей. Одним из её педагогов во Дворце пионеров был Виктор Шендерович.
В 1983 году, ещё будучи школьницей, дебютировала в кино, сыграв горничную в телевизионном фильме Эмиля Лотяну «Анна Павлова». В 15 лет сыграла главную роль в фильме Ярослава Лупия «И повторится всё…». После восьмого класса Кабо перешла в специализированную школу с театрально-литературным уклоном при театральном училище имени Щукина, которую окончила в 1985 году. Став в этом же году студенткой ВГИКа, Ольга Кабо снялась в фильме «Миллион в брачной корзине», который она сама и её близкие считают действительно первым фильмом. В этом фильме впервые в жизни поцеловалась.
В 1989 году окончила актёрский факультет ВГИКа (мастерская Сергея Бондарчука и Ирины Скобцевой); в 2002 году — исторический факультет МГУ. С 1992 по 1994 год работала в Театре современной оперы под руководством Алексея Рыбникова, играла в спектакле «Литургия оглашённых». Затем в 1994 году последовала роль Кончиты в рок-опере «„Юнона“ и „Авось“», которую Рыбников поставил в Сеуле (исполняла на корейском языке). В 1992—2002 гг. играла в Центральном академическом театре Российской армии. Первая роль — Нина Арбенина в «Маскараде». С 2002 года — одна из ведущих актрис Театра им. Моссовета.
Известность пришла к актрисе в 1988 году после роли графини Изабеллы де Круа в исторической картине Сергея Тарасова «Приключения Квентина Дорварда, стрелка королевской гвардии». Заметной также стала роль Роксаны в фильме «Сирано де Бержерак» (1989) по одноимённой пьесе Эдмона Ростана. Огромной популярностью актриса стала пользоваться в 1989 году после роли Миррины в эротической картине «Комедия о Лисистрате», в которой снялась обнажённой. В том же года ей присуждён титул «Мисс Московский кинофестиваль-1989». Её также называли символом «перестроечного кино».
Ещё в 1987 году режиссёр Георгий Юнгвальд-Хилькевич утвердил Ольгу на роль Мерседес в своём фильме «Узник замка Иф», но так сложились обстоятельства, что Кабо была занята на другой картине и сроки никаким образом не могли быть соединены. По этой причине Ольге пришлось отказаться от роли Мерседес, которую сыграла Анна Самохина. Зато в 1990 году Юнгвальд-Хилькевич, узнав, что Ольга — великолепная наездница, утвердил её на роль герцогини де Шеврёз в своём телефильме «Мушкетёры двадцать лет спустя» (фильм вышел на экраны в 1992 году).
Затем много работала с режиссёром Аллой Суриковой: снялась в её фильмах «Две стрелы. Детектив каменного века» (1989) и «Чокнутые» (1991), а также клипе «Леди Гамильтон» на одноимённую песню в исполнении Николая Караченцова.
В 1993 году для съёмок американского фильма «Бегущий по льду» несколько месяцев училась в колледже Нью-Йорка.
В 1995 году после работы в боевике «Крестоносец» Кабо стала членом Ассоциации каскадёров.
Снималась в таких популярных лентах, как «Рыцарский замок» (1990), «Волшебник Изумрудного города» (1994), «Королева Марго» (1996), «Время жестоких» (2004), «Летучая мышь» (2005) и др.
Вместе с Владимиром Стекловым в 1997 году прошла отбор для подготовки к полёту на орбитальную станцию «Мир» для съёмок фильма «Тавро Кассандры», но потом отказалась от участия в проекте по семейным обстоятельствам. С 1998 года, после рождения дочери, четыре с половиной года училась в МГУ на искусствоведческом, но не окончила.
Летом 2003 года была заявлена как ведущая программы НТВ «Территория выживания» (поочерёдно с Игорем Старыгиным), но в итоге ни одной передачи с ней показано не было. С августа 2006 по апрель 2007 года вела передачу «Ключевой момент» на телеканале ТВ Центр. В 2007 году принимала участие в проекте «Первого канала» «Ледниковый период» (в паре с фигуристом Максимом Марининым), который покинула из-за травмы. Также в мае 2007 года дебютировала на эстраде в качестве певицы с песней композитора и поэтессы Елены Суржиковой «Я не солгу!». Эта песня в её исполнении стала долгоиграющим шлягером. Композиция была показана в эфире «Песни года» и затем долгое время попадала в ротации популярных радиостанций.
В настоящее время получает третье образование — учится на Высших режиссёрских курсах (мастерская Аллы Суриковой и Владимира Фокина). Помимо съёмок в кино, ролей в театре и работы на телевидении Ольга Кабо активно участвует в социально значимых мероприятиях. Она является Президентом (Феей) российского кинофестиваля «Сказка», ежегодно проводимого в нашей стране для детей и подростков. В рамках кинофестиваля юные зрители не только знакомятся с последними российскими и зарубежными фильмами-сказками, но и вспоминают киноленты из старого советского и российского сказочного фильмофонда.
В 2019 году входила в жюри конкурса игровых фильмов IV Ялтинского международного кинофестиваля «Евразийский мост».
В январе 2019 года снялась в пятисерийном документальном фильме «Пока ещё мы вместе, или Мушкетёры сорок лет спустя» (режиссёр Вячеслав Каминский, автор сценария Максим Фёдоров), посвящённом созданию картин Георгия Юнгвальд-Хилькевича «Д’Артаньян и три мушкетёра», «Мушкетёры двадцать лет спустя», «Тайна королевы Анны, или Мушкетёры тридцать лет спустя» и «Возвращение мушкетёров, или Сокровища кардинала Мазарини». Премьера фильма состоялась 14 февраля 2020 года в Белом зале Центрального дома кино.

### Семья
- Отец — Игорь Яковлевич Кабо (23 февраля 1945 года — 19 мая 2021 года)[28].
- Мать — Аида Николаевна Кабо (род. 21 апреля 1944 года).
- Первый супруг — Эдуард Василишин, бизнесмен. Поженились в 1997 году. Официально развод был оформлен в 2004 году[29].
  - Дочь — Татьяна (род. 25 августа 1998 года). В 2007 году сыграла главную роль в фильме «Дюймовочка», за которую получила несколько кинонаград[6].
- Второй супруг — Николай Разгуляев, бизнесмен (поженились 19 марта 2009 года). Развод состоялся в октябре 2020 года.
  - Сын — Виктор (род. 31 июля 2012 года)[5].
  - Крёстный сын — Артём Смехов, сын актрисы Алики Смеховой, а Алика — крёстная Виктора — сына Ольги Кабо.

## Общественная позиция
В 2014 году поддержала аннексию Крыма Россией и войну в Донбассе. Приняла участие в пропагандистской акции, сфотографировалась в футболке «Тополь санкций не боится». «Она не сомневается в правоте России: „Мы победим, потому что мы большие и сильные“».
В 2022 году поддержала вторжение России на Украину.

## Творчество

### Фильмография
| Год  |     | Название                                                               | Роль                                                                                                 |
| ---- | --- | ---------------------------------------------------------------------- | --- |
| 1984 | ф   | И повторится всё...                                                    | Галя                                                                                                 |
| 1984 | ф   | Шутки в сторону                                                        | Елена Ермакова                                                                                       |
| 1985 | ф   | Миллион в брачной корзине                                              | Фьерелла                                                                                             |
| 1986 | ф   | Осенняя встреча                                                        | снималась                                                                                            |
| 1986 | ф   | Юность Бемби                                                           | Марена                                                                                               |
| 1986 | ф   | Лермонтов                                                              | фрейлина                                                                                             |
| 1987 | ф   | Где находится нофелет?                                                 | прохожая из Свердловска                                                                              |
| 1987 | ф   | Ночной экипаж                                                          | медсестра Катя                                                                                       |
| 1987 | ф   | Поражение                                                              | учёная Женя                                                                                          |
| 1988 | ф   | Приключения Квентина Дорварда, стрелка королевской гвардии             | Изабелла де Круа                                                                                     |
| 1988 | ф   | Приморский бульвар                                                     | Лена                                                                                                 |
| 1988 | с   | Староста класса / Head of the Class (США) 3 сезон: «Mission to Moscow» | Тамара, учительница русского языка                                                                   |
| 1988 | ф   | Чёрный коридор                                                         | снималась                                                                                            |
| 1989 | ф   | Две стрелы. Детектив каменного века                                    | Черепашка                                                                                            |
| 1989 | ф   | Комедия о Лисистрате                                                   | Миррина                                                                                              |
| 1989 | ф   | Нечистая сила                                                          | Лена Шевелёва                                                                                        |
| 1989 | ф   | Сирано де Бержерак                                                     | Роксана                                                                                              |
| 1990 | ф   | Любовь немолодого человека                                             | Ольга Викторовна                                                                                     |
| 1990 | ф   | Провинциалки                                                           | Таня                                                                                                 |
| 1990 | ф   | Рыцарский замок                                                        | Эмма                                                                                                 |
| 1991 | ф   | Блуждающие звёзды                                                      | Златка                                                                                               |
| 1991 | ф   | Умирать не страшно                                                     | Ксения Николаевна                                                                                    |
| 1991 | ф   | Чокнутые                                                               | дева Мария                                                                                           |
| 1992 | ф   | Ариэль                                                                 | Лолита                                                                                               |
| 1992 | ф   | Бесы                                                                   | Лизавета Николаевна Тушина                                                                           |
| 1992 | ф   | Ехать — значит ехать…                                                  | девушка на плоту / амазонка / украинская девушка / офицер израильской армии / жрица любви у индейцев |
| 1992 | ф   | Мушкетёры двадцать лет спустя                                          | герцогиня де Шеврез                                                                                  |
| 1992 | тф  | Романс о поэте                                                         | Наталья Гончарова                                                                                    |
| 1992 | ф   | Убийство в Саншайн-Менор                                               | Сара Драммонд                                                                                        |
| 1993 | ф   | Балерина                                                               | мама Лены                                                                                            |
| 1993 | ф   | Бегущий по льду                                                        | Лена Поповская                                                                                       |
| 1993 | ф   | Дневник, найденный в горбу / Pamiętnik znaleziony w garbie             | Надя                                                                                                 |
| 1993 | ф   | Итальянский контракт                                                   | Катари                                                                                               |
| 1993 | ф   | Леди S из Москвы / Moscoweseo on S-yeoin                               | Наташа                                                                                               |
| 1994 | ф   | Волшебник Изумрудного города                                           | мать Элли / волшебница Стелла                                                                        |
| 1994 | ф   | Крысиные похороны по Брэму Стокеру                                     | Анна                                                                                                 |
| 1995 | ф   | Крестоносец                                                            | Ольга                                                                                                |
| 1995 | ф   | Волшебный фонарь 2                                                     | неверная жена                                                                                        |
| 1996 | с   | Королева Марго                                                         | Мари Туше                                                                                            |
| 2000 | с   | Салон красоты                                                          | Настя                                                                                                |
| 2001 | ф   | Люди и тени. Секреты кукольного театра                                 | Наташа                                                                                               |
| 2002 | ф   | Вход через окно                                                        | Вера                                                                                                 |
| 2004 | ф   | Влюблённые 2                                                           | Гюзель                                                                                               |
| 2004 | ф   | Время жестоких                                                         | Татьяна Громова                                                                                      |
| 2004 | с   | Искушение Титаника                                                     | Натали                                                                                               |
| 2004 | с   | Сармат                                                                 | Маргарита Савёлова (возлюбленная Сармата)                                                            |
| 2004 | ф   | Тебе, настоящему                                                       | Аня Ненашева                                                                                         |
| 2005 | ф   | Летучая мышь                                                           | баронесса Розалинда Айзенштайн                                                                       |
| 2006 | ф   | Сирано де Бержерак                                                     | Роксана                                                                                              |
| 2007 | ф   | Вилла раздора, или Танец солнечного затмения                           | Роза                                                                                                 |
| 2007 | ф   | Дюймовочка                                                             | дама с лорнетом                                                                                      |
| 2007 | ф   | Ностальгия по будущему                                                 | Анастасия                                                                                            |
| 2008 | с   | Афганский призрак                                                      | Галина Потёмкина                                                                                     |
| 2008 | ф   | Начать сначала. Марта                                                  | Наталья Литвинова                                                                                    |
| 2008 | ф   | Серебряный век                                                         | Кира Августовна                                                                                      |
| 2008 | ф   | Хочу ребёнка                                                           | Валерия Олеговна Третьяк                                                                             |
| 2010 | с   | В лесах и на горах                                                     | Анна Филипповна Залётова                                                                             |
| 2010 | с   | Дом у большой реки                                                     | Ирина Крылова                                                                                        |
| 2010 | ф   | Сивый мерин                                                            | Вера Нестерова                                                                                       |
| 2010 | ф   | 9 мая. Личное отношение (новелла «Трагедия Финского залива»)           | артистка                                                                                             |
| 2011 | ф   | Варшавская битва. 1920                                                 | Софья Николаевна                                                                                     |
| 2012 | ф   | Тайна Снежной Королевы                                                 | Принцесса                                                                                            |
| 2012 | ф   | Уланская баллада                                                       | Марта                                                                                                |
| 2012 | ф   | Кастинг                                                                | Эвелина Польских                                                                                     |
| 2014 | ф   | Женщины и прочие неприятности                                          | имя персонажа не указано                                                                             |
| 2016 | кор | Проблема Потапова                                                      | имя персонажа не указано                                                                             |
| 2017 | ф   | Любовь и Сакс                                                          | Мария                                                                                                |
| 2018 | с   | Журавль в небе                                                         | Римма Спасская                                                                                       |
| 2018 | ф   | Позднее счастье                                                        | Ирина                                                                                                |
| 2019 | ф   | Сильная слабая женщина                                                 | Елена Михайловна Романова, прокурор                                                                  |
| 2021 | с   | Родком-2                                                               | Анна Петровна, мать Светы и директор школы                                                           |
| 2022 | с   | Ловец снов                                                             | Инна Леонидовна Тарасова                                                                             |
| 2023 | с   | Сама виновата?                                                         | Инна, мать Маргариты                                                                                 |

### Роли в театре
Театр современной оперы под руководством А. Рыбникова
- 1992 — «Литургия оглашённых» — Мария

Метрополитен-Опера (Сеул)
- 1994 — «Юнона и Авось» (А. Рыбников и А. Вознесенский) — Кончита

Центральный академический театр Российской армии
- 1993 — «Маскарад» (М. Ю. Лермонтов) — Нина
- 1996 — «Много шума из ничего» (В. Шекспир) — Беатриче
- 1997 — «Сердце не камень» — Вера Филипповна
- 2001 — «Скупой» — Элиза
- 2002 — «Отелло» — Дездемона

Театр им. Моссовета
- 2002 — «Сирано де Бержерак» (Э. Ростан) — Роксана
- 2003 — «Серебряный век» — Кира Августовна
- 2004 — «Учитель танцев» (Лопе де Вега) — Фелисьяна
- 2011 — «Мораль пани Дульской» — Юлиасевич[7]
- 2011 — «Casting/Кастинг» — Эвелина Польских
- 2013 — «Опасные связи» — Маркиза де Мертёй
- 2013 — "В случае убийства набирайте «М» — Марго Уэндис
- 2015 — «Морское путешествие 1933 года» — Мэри[31]

Московский независимый театр
- 2003 — «Мастер и Маргарита» — Маргарита

Государственный театр киноактёра
- 2012 — «Слуга двух господ» (К. Гольдони) — Беатриче[32][33]

### Песни

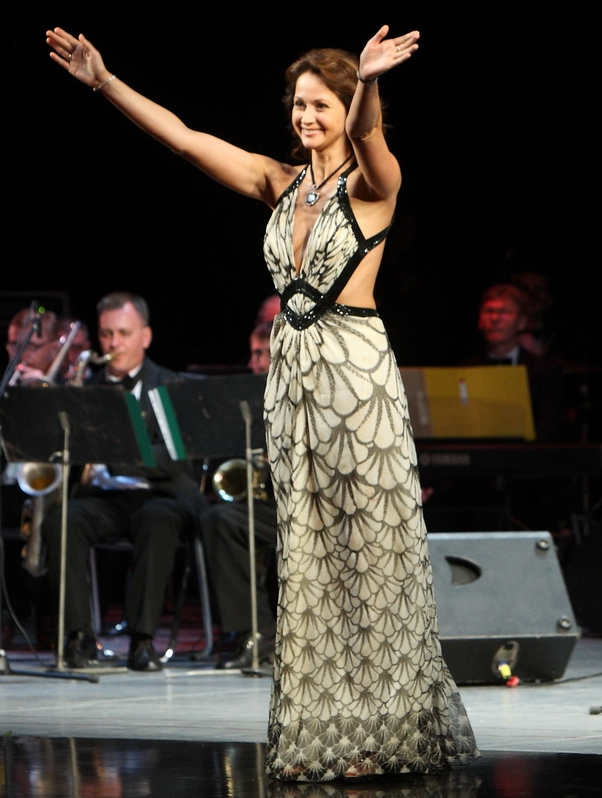
Ольга Кабо, 2010

27 мая 2007 года Ольга Кабо дебютировала на эстраде в качестве певицы с песней композитора и поэтессы Елены Суржиковой «Я не солгу!». В настоящее время[когда?] актриса готовится выпустить сольный альбом, который записала за последние несколько лет. В альбом вошли песни таких композиторов, как Максим Дунаевский, Алексей Рыбников, Елена Суржикова, а также дуэты Ольги с Николаем Караченцовым и Дмитрием Харатьяном из кинофильмов и спектаклей.
- «Я не солгу!» (музыка и слова Елены Суржиковой)
- «Каштаны в огне» (музыка и слова Елены Суржиковой)[39]
- «Улица Случайная» (музыка Дмитрия Данина, слова Алексея Лысенко) дуэт с Николаем Караченцовым[13]
- «Сценарист» (музыка Вячеслава Горского, слова Сергея Крылова) дуэт с Николаем Караченцовым[13]
- «Другие слова» (музыка Владимира Быстрякова, слова Игоря Лазаревского) дуэт с Николаем Караченцовым
- «Кленовый лист» (музыка Максима Дунаевского, слова Леонида Дербенёва)[38][40]
- «Белой ночью», из рок-оперы «Литургия оглашенных» (музыка Алексея Рыбникова, слова Анны Ахматовой)
- Дуэт из спектакля «Странная история доктора Джекила и мистера Хайда» (музыка Фрэнка Уайлдхорна, слова Лесли Бриккаса, русский перевод Ярослава Кеслера) дуэт с Дмитрием Харатьяном
- «Жизнь» (музыка и слова Константина Губина)

### Дискография
- 2008 — «Я не солгу! Николай Караченцов представляет песни Елены Суржиковой» (CD)[41][42]
- 2014 — Николай Караченцов «Лучшее и неизданное» (CD)[43][44]
- 2015 — «Давайте просто помолчим. Музей шансона. 11 лет с друзьями» (песни в формате mp3)[45]
- 2016 — Елена Суржикова «Песни, заказанные душой…» (2 CD)[46]

Чеченский драматический театр имени Ханпаши Нурадилова
- 2020 — «В горы за тобой».

## Признание и награды
- 1991 — Кинофестиваль стран Азии и тихоокеанских стран в Сеуле (Приз журналистов, фильм «Чокнутые»)
- 1992 — Кинофестиваль «Женский мир» в Набережных Челнах (Приз за лучшую женскую роль, фильм «Умирать не страшно»)
- 2002 — Заслуженная артистка Российской Федерации
- 2019 — Благодарность Президента Российской Федерации (27 февраля 2019) — за заслуги в развитии культуры и искусства, многолетнюю плодотворную деятельность[47]
- 2021 — Народная артистка Чеченской Республики (15 сентября 2021) — за выдающиеся вклад в развитие театрального искусства Чеченской Республики и в связи с 90-летнием юбилеем ГАУ «Чеченский государственный драматический театр имени Ханпаши Нурадилова»[48]
- 2023 — Заслуженная артистка Республики Южная Осетия
- 2024 — Медаль «За труды в культуре и искусстве» (2 мая 2024) — за большой вклад в развитие отечественной культуры и искусства, многолетнюю плодотворную деятельность[49]